# Morellino di Scansano

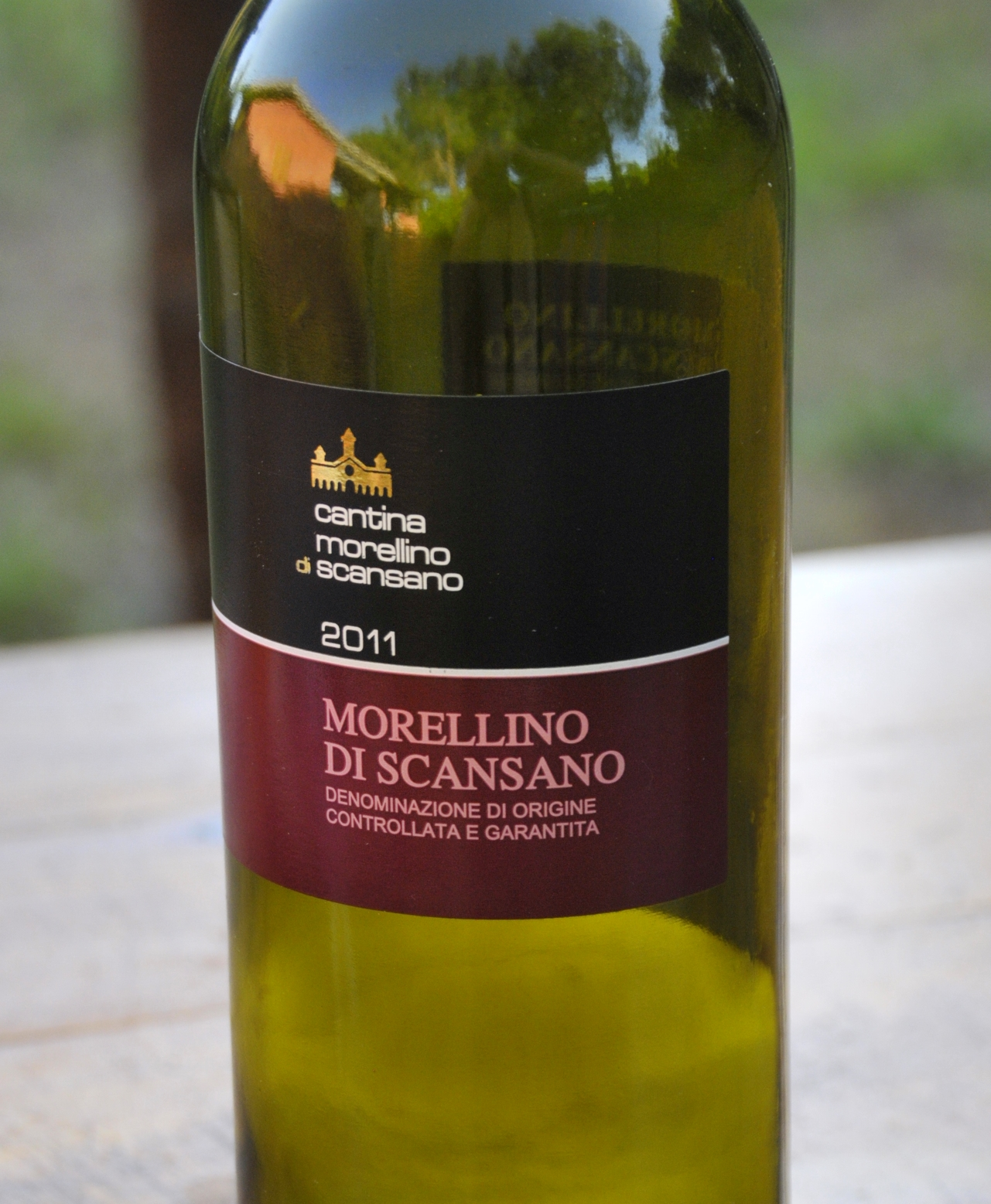
Morellino-Flasche (leer)

 Morellino di Scansano ist seit dem 14. November 2006 ein DOCG (Denominazione di Origine Controllata e Garantita)-Weinanbaugebiet in der südlichen Toskana. In der Gegend um die Gemeinde Scansano wird die rote Rebsorte Sangiovese Morellino genannt. Das Weinbaugebiet liegt südlich und westlich von Scansano. Im Gegensatz zum nördlich angrenzenden größeren DOC-Gebiet Monteregio di Massa Marittima hat der Morellino di Scansano einen internationalen Bekanntheitsgrad erreicht.

## Geschichte
Die ersten Nachweise über Weinbau bei Scansano finden sich im 19. Jahrhundert. Zuvor war eine agrarische Nutzung der Maremma nicht möglich. Das Gebiet war in der Antike ein ausgedehnter Salzsee (Lacus Prelius) und im Mittelalter eine nahezu unbewohnte Sumpflandschaft, in der die Malaria grassierte. Erst das flächendeckende Programm zur Trockenlegung der Sümpfe, die Anlegung eines Kanalsystems und die Kultivierung des Landes durch Großherzog Leopold II. schuf die Voraussetzungen für den Oliven- und Weinanbau.
Mit einem Dekret per 6. Januar 1978 wurde das DOC-Gebiet (Denominazione di origine controllata) dennoch ca. 20 Jahre früher institutionalisiert als die Nachbargebiete im touristisch weniger entwickelten Umland, das bis in die 1980er Jahre hinein vorrangig vom Bergbau lebte; die ersten Touristengebiete von internationaler Bedeutung lagen südlich von Grosseto rund um den Monte Argentario.
1992 wurde ein Winzer-Konsortium gegründet, das 22 größere Betriebe mit ca. 120 einzelnen Weingütern umfasst. Ziele des Konsortiums sind eine freiwillige Qualitätskontrolle und Bündelung des Vertriebs.
Mit dem Dekret vom 14. November 2006 („G.U. 278 29.11.2006“) gilt der Morellino di Scansano ab der Weinlese 2007 als DOCG. Vorher (seit 1978) besaß der Weine lediglich eine „kontrollierte Herkunftsbezeichnung“ – Denominazione di origine controllata – DOC.

## Anbau
Das DOCG-Gebiet umfasst die gesamte Gemeinde Scansano sowie Teile der Gemeinden Campagnatico, Grosseto, Magliano in Toscana, Manciano, Roccalbegna und Semproniano (alle in der Provinz Grosseto). Das Dekret grenzt das Gebiet genau anhand von Straßenzügen und Flussläufen ein. Im Jahr 2014 wurden von 1315 Hektar Rebfläche 77.268 Hektoliter DOCG-Wein erzeugt.
Kerngebiete liegen zwischen den Flussläufen von Ombrone und Albegna.

## Erzeugung
Artikel 2 des DOCG-Dekrets regelt, dass der Rotwein des DOCG-Gebiets zu 85 Prozent aus Sangiovese bestehen muss. Der Rest dürfen Beimengungen anderer roter Rebsorten der Provinz Grosseto sein. Der Anbau von Weißwein und Vin Santo ist nicht reglementiert. Um Überproduktion zu vermeiden, ist der Ertrag auf 90 Doppelzentner pro Hektar begrenzt. Zugleich wird eine 20-prozentige Toleranzgrenze zugelassen, da eine Messung in der Praxis kaum möglich ist. Als Richtwert wird vorgegeben, dass die Schüttung bei maximal 70 Prozent liegen darf, das heißt aus 100 kg Beeren dürfen max. 70 Liter Wein mit DOCG-Etikett hergestellt werden.
„Riserva“ darf sich ein Wein nennen, der mindestens zwei Jahre im Fass gereift ist.

## Beschreibung
Laut Denominazione sollte der Wein folgende Eigenschaften aufweisen:
- Farbe: rubinrot – tendiert mit zunehmender Reife zu granatrot
- Geruch: aromatisch, ätherisch, intensiv, angenehm, fein
- Geschmack: trocken, warm, leicht tanninhaltig
- Alkoholgehalt: mindestens 12,5 Vol.-%, als „Riserva“ 13 Vol.-%
- Säuregehalt: mind. 4,5 g/l
- Trockenextrakt: mind. 24,0 g/l, als „Riserva“ 26 g/l